# Aloe aristata
Espèce
Statut CITES
Synonymes
- Aloe aristata var. leiophylla Baker[1]
- Aloe aristata[2]
- Aloe ellenbergeri Guillaumin[1]
- Aloe longiaristata Schult. & Schult.f.[1]
- Aristaloe aristata (préféré par NCBI)[2]

Aloe aristata, est une espèce de plantes à fleurs de la famille des Xanthorrhoeaceae, originaire d'Afrique du Sud, du Lesotho et de ses pays limitrophes. Plante succulente, acaule, au feuilles dentelées, elle produit des fleurs riches en nectar qui attirent facilement les abeilles et les oiseaux. Elle résiste à un gel modéré, jusqu'à -10 °C.

## Photographies

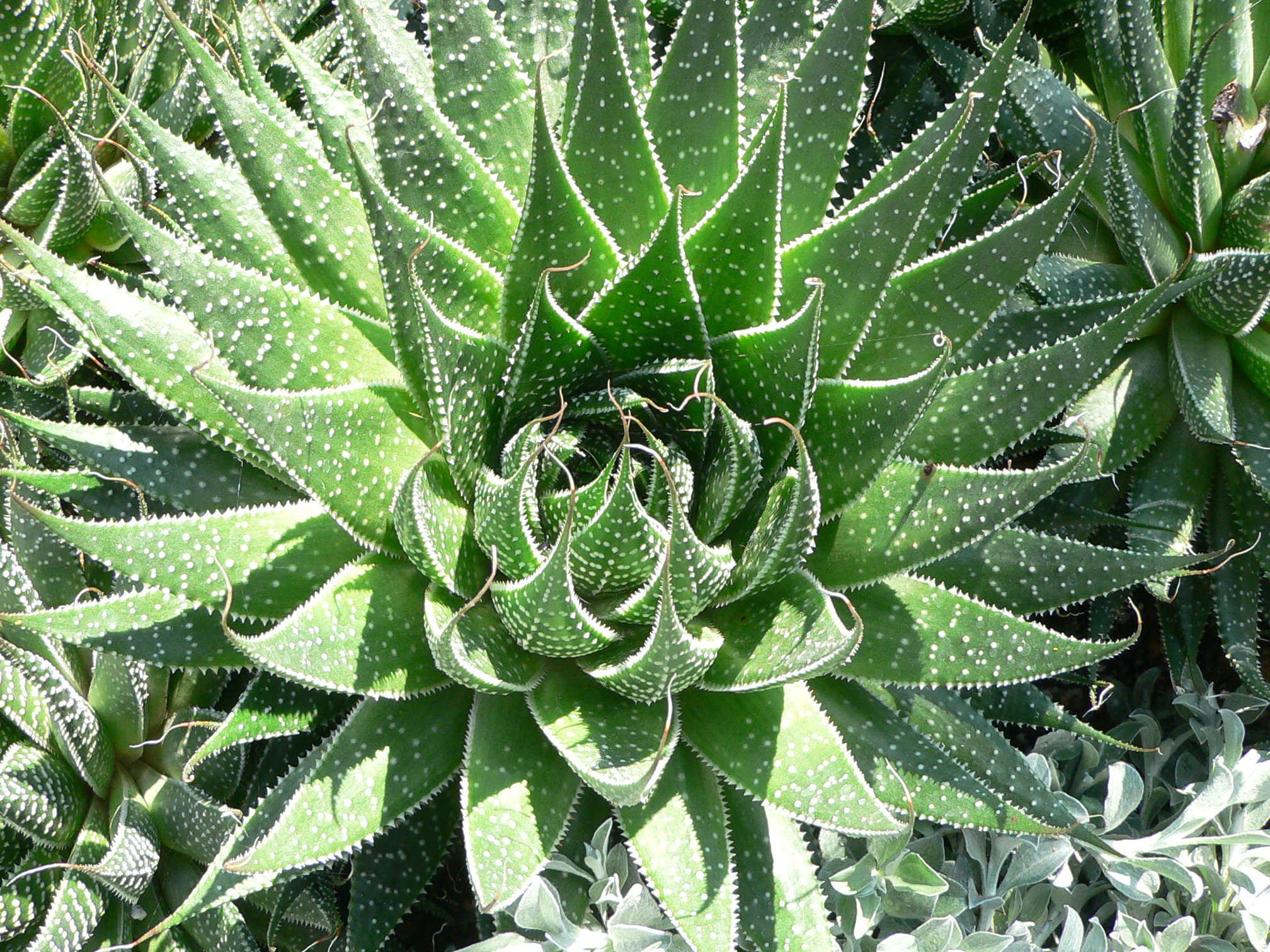
Spécimen cultivé au jardin botanique de Longwood Gardens, aux USA.
Inflorescence en bouton.
Floraison.
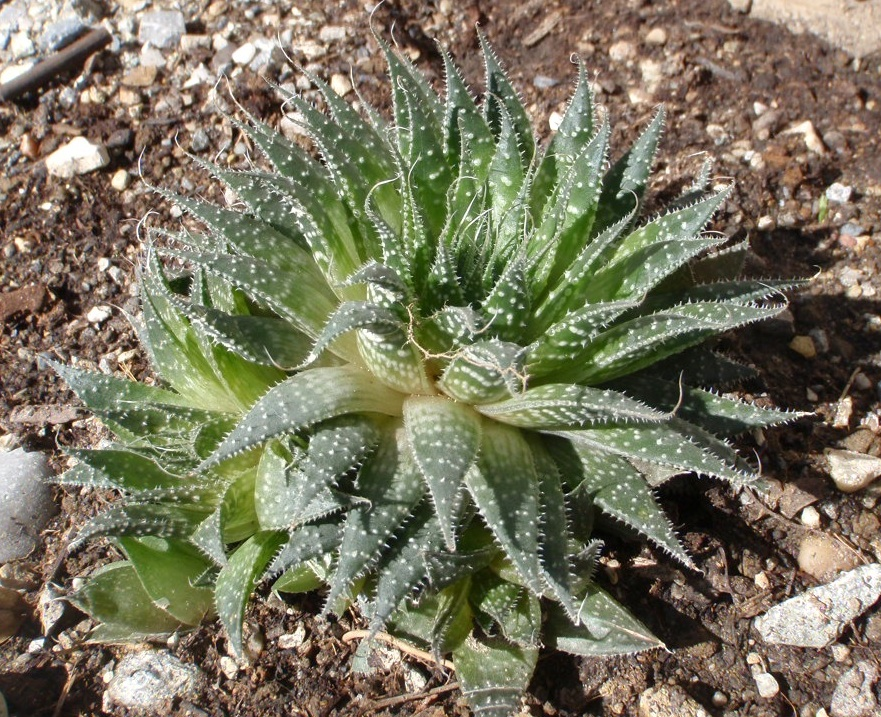
Multiplication par émission de rejets.
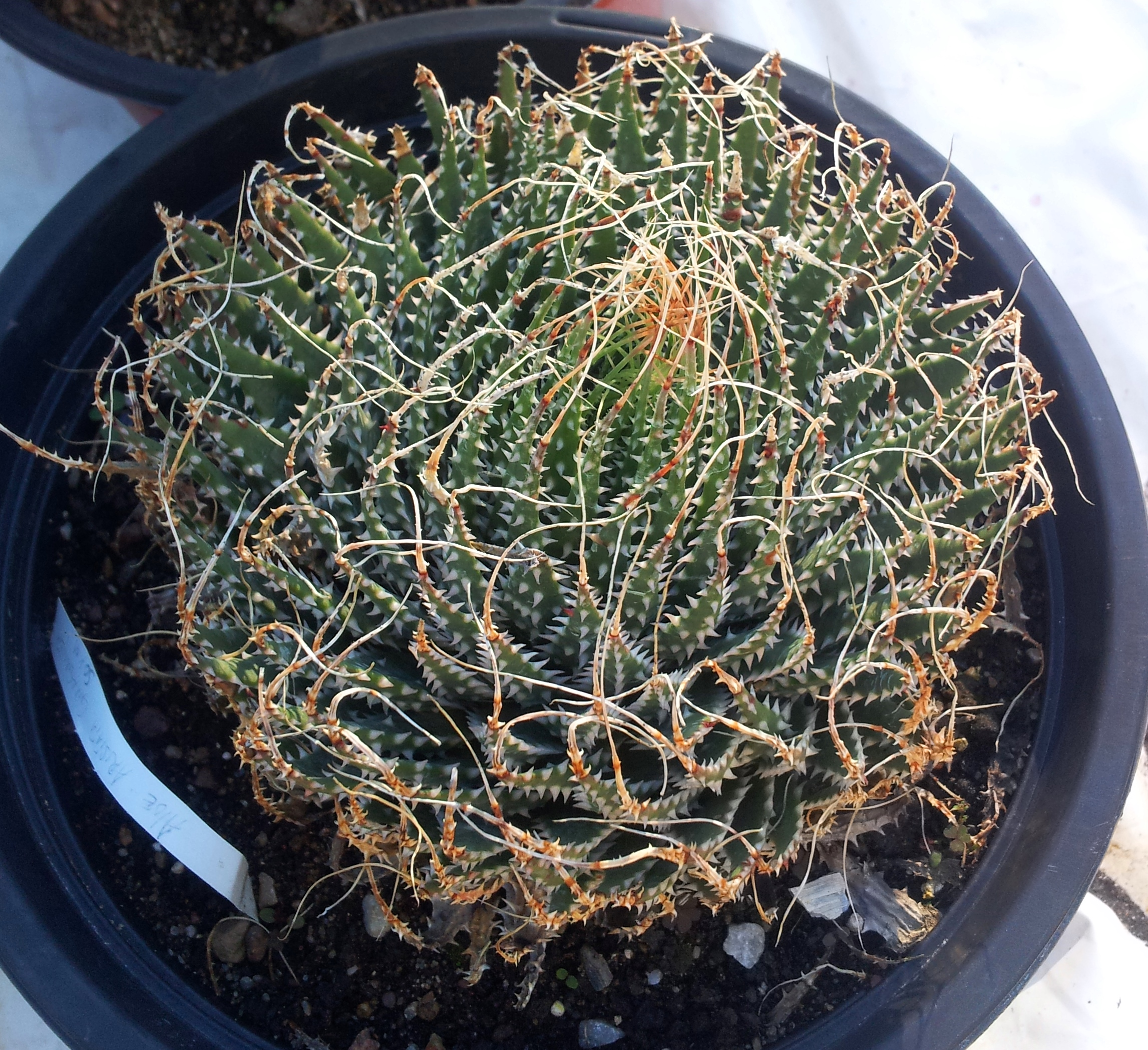
Spécimen plus âgé, en pot.

## Classification
L'espèce devrait en principe être reclassée dans le genre Aristaloe. 
L'espèce a été décrite en 1825 par le botaniste britannique Adrian Hardy Haworth (1767-1833). Son épithète spécifique signifie « barbu ».
Cette plante fait partie du genre Aloe. En classification phylogénétique APG III (2009) ce genre fait partie de la famille des Xanthorrhoeaceae, dans l'ordre des Asparagales. En classification classique de Cronquist (1981) il était assigné à celle des Aloeaceae, dans l'ordre des Liliales.

### Liste des variétés
Selon Tropicos (21 janvier 2017) (Attention liste brute contenant possiblement des synonymes) :
- variété Aloe aristata var. leiophylla Baker
- variété Aloe aristata var. parviflora Baker
- variété Aloe aristata var. parvifolia Baker